# Compuesto aromático
Los compuestos aromáticos son aquellos compuestos químicos (más comúnmente orgánicos) que contienen uno o más anillos con electrones pi deslocalizados alrededor de ellos. A diferencia de los compuestos que exhiben aromaticidad, los compuestos alifáticos carecen de esta deslocalización. El término "aromático" se asignó antes de que se descubriera el mecanismo físico que determina la aromaticidad, y se refería simplemente al hecho de que muchos de estos compuestos tienen un olor dulce o agradable; sin embargo, no todos los compuestos aromáticos tienen olor dulce y no todos los compuestos con olor dulce son aromáticos. Los hidrocarburos aromáticos, o arenos, son compuestos orgánicos aromáticos que contienen únicamente átomos de carbono e hidrógeno. La configuración de seis átomos de carbono en compuestos aromáticos se llama "anillo bencénico", después del compuesto aromático simple benceno, o un grupo fenilo cuando forma parte de un compuesto más grande.
No todos los compuestos aromáticos están basados en benceno; la aromaticidad también puede manifestarse en heteroarenos, que siguen la regla de Hückel (para anillos monocíclicos: cuando el número de sus electrones {\displaystyle \pi } es igual a {\displaystyle 4n+2}, donde {\displaystyle n=0,1,2,3,...}). En estos compuestos, al menos un átomo de carbono se reemplaza por uno de los heteroátomos: oxígeno, nitrógeno o azufre. Ejemplos de compuestos distintos del benceno con propiedades aromáticas son el furano, un compuesto heterocíclico con un anillo de cinco miembros que incluye un solo átomo de oxígeno, y la piridina, un compuesto heterocíclico con un anillo de seis miembros que contiene un átomo de nitrógeno.

## Modelo de anillo de benceno

Benceno

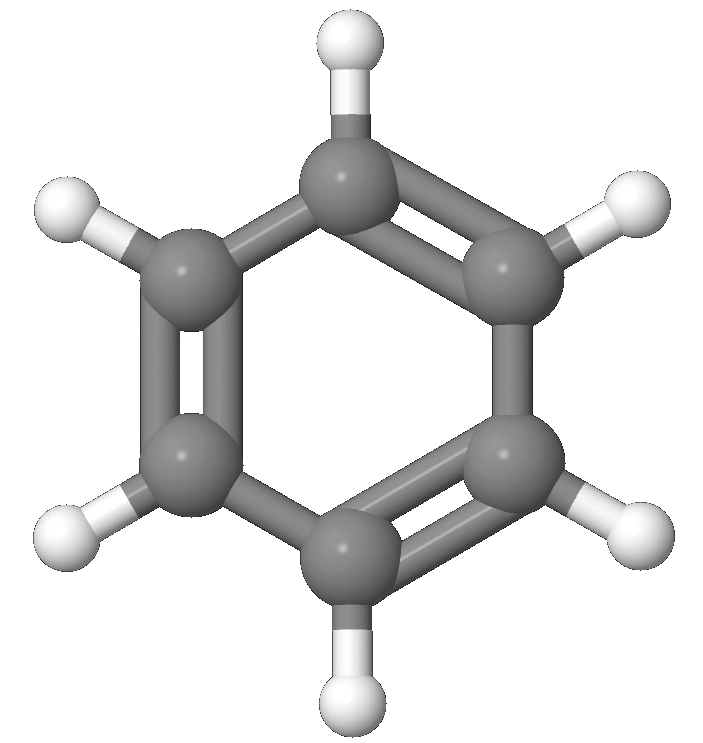
Modelo de bolas del benzeno. El benzeno es la molécula aromática más simple.

Modelo 3D giratorio de una molécula de benceno.

El benceno, {\displaystyle {\ce {C6H6}}}, es el hidrocarburo aromático menos complejo y fue el primero en ser nombrado como tal. La naturaleza de su vínculo fue reconocida por primera vez por August Kekulé en el XIX. Cada átomo de carbono en el ciclo hexagonal tiene cuatro electrones para compartir. Uno va al átomo de hidrógeno y otro a cada uno de los dos carbonos vecinos. Esto deja un electrón para compartir con uno de los dos átomos de carbono vecinos, creando así un doble enlace con un carbono y dejando un enlace sencillo con el otro, razón por la cual algunas representaciones de la molécula de benceno lo describen como un hexágono con alternancia simple y dobles enlaces.
Otras representaciones de la estructura muestran el hexágono con un círculo en su interior, para indicar que los seis electrones están flotando en orbitales moleculares deslocalizados del tamaño del anillo en sí. Esto representa la naturaleza equivalente de los seis enlaces carbono-carbono, todos de orden de enlace 1,5; la equivalencia se explica por formas de resonancia. Los electrones se visualizan flotando por encima y por debajo del anillo, y los campos electromagnéticos que generan actúan para mantener el anillo plano.
Propiedades generales de los hidrocarburos aromáticos:
1. Muestran aromaticidad
2. La relación carbono-hidrógeno es alta
3. Arden con una fuerte llama de color amarillo hollín debido a la alta relación carbono-hidrógeno
4. Se someten a reacciones de sustitución electrofílica y sustituciones aromáticas nucleofílicas

El símbolo circular de la aromaticidad fue introducido por Robert Robinson y su alumno James Armit en 1925 y popularizado a partir de 1959 por el libro de texto de Morrison & Boyd sobre química orgánica. Se debate el uso adecuado del símbolo: algunas publicaciones lo usan para cualquier sistema cíclico {\displaystyle \pi }, mientras que otras lo usan solo para aquellos sistemas {\displaystyle \pi } que obedecen la regla de Hückel. Jensen sostiene que, de acuerdo con la propuesta original de Robinson, el uso del símbolo del círculo debería limitarse a sistemas monocíclicos de 6 electrones {\displaystyle \pi }. De esta manera, el símbolo del círculo para un enlace de seis electrones de seis centros se puede comparar con el símbolo Y de un enlace de dos electrones de tres centros.

## Síntesis de aromáticos
Una reacción que forma un compuesto aromático a partir de un precursor cíclico insaturado o parcialmente insaturado se denomina simplemente aromatización. Existen muchos métodos de laboratorio para la síntesis orgánica de arenos a partir de precursores no arenos. Muchos métodos se basan en reacciones de cicloadición. La trimerización de alquinos describe la ciclación {\displaystyle [2+2+2]} de tres alquinos, en la reacción de Dötz un alquino, monóxido de carbono y un complejo de carbeno de cromo son los reactivos. Las reacciones de Diels-Alder de alquinos con pirona o ciclopentadienona con expulsión de dióxido de carbono o monóxido de carbono también forman compuestos de areno. En la ciclación de Bergman, los reactivos son un enino más un donante de hidrógeno.
Otro conjunto de métodos es la aromatización de ciclohexanos y otros anillos alifáticos: los reactivos son catalizadores utilizados en la hidrogenación como platino, paladio y níquel (hidrogenación inversa), quinonas y los elementos azufre y selenio. 

## Reacciones
Los sistemas de anillos aromáticos participan en muchas reacciones orgánicas.

### Sustitución aromática
En la reacción de sustitución aromática, un sustituyente del anillo areno, normalmente hidrógeno, se sustituye por otro sustituyente. Los dos tipos principales son la Sustitución electrófila aromática cuando el reactivo activo es un electrófilo y la sustitución nucleófila aromática cuando el reactivo es un nucleófilo. En la sustitución aromática nucleófila por radicales, el reactivo activo es un radical. Un ejemplo de sustitución aromática electrofílica es la nitración del ácido salicílico:

### Reacciones de acoplamiento
En las reacciones de acoplamiento, un metal cataliza un acoplamiento entre dos fragmentos de radicales formales. Las reacciones de acoplamiento comunes con los arenos dan como resultado la formación de nuevos enlaces carbono-carbono, por ejemplo, alquilarenos, vinil-arenos, birarilos, nuevos enlaces carbono-nitrógeno (anilinas) o nuevos enlaces carbono-oxígeno (compuestos ariloxi). Un ejemplo es la arilación directa de perfluorobencenos

### Hidrogenación
La hidrogenación de arenos crea anillos saturados. El compuesto 1-naftol se reduce completamente a una mezcla de isómeros decalina -ol.
El compuesto resorcinol, hidrogenado con níquel Raney en presencia de hidróxido de sodio acuoso forma un enolato que se alquila con yoduro de metilo a 2-metil-1,3-ciclohexandiona: 

### Cicloadiciones
La reacción de cicloadición no es común. En la reacción de Wagner-Jauregg se puede encontrar una inusual reactividad térmica de Diels-Alder de los arenos. Otras reacciones de cicloadición fotoquímica con alquenos ocurren a través de excímeros.

### Queromatización
En las reacciones de desaromatización, la aromaticidad del reactivo se pierde de forma permanente.

## Benceno y derivados del benceno
Los derivados de benceno tienen de uno a seis sustituyentes unidos al núcleo de benceno central. Ejemplos de compuestos de benceno con un solo sustituyente son el fenol, que lleva un grupo hidroxilo, y el tolueno con un grupo metilo. Cuando hay más de un sustituyente presente en el anillo, su relación espacial se vuelve importante para lo cual se diseñan los patrones de sustitución areno orto, meta y para. Por ejemplo, existen tres isómeros para el cresol porque el grupo metilo y el grupo hidroxilo pueden colocarse uno al lado del otro (orto), una posición separada entre sí (meta) o dos posiciones separadas entre sí (para). El xilenol tiene dos grupos metilo además del grupo hidroxilo y, para esta estructura, existen 6 isómeros.

Compuestos aromáticos representativos
Tolueno
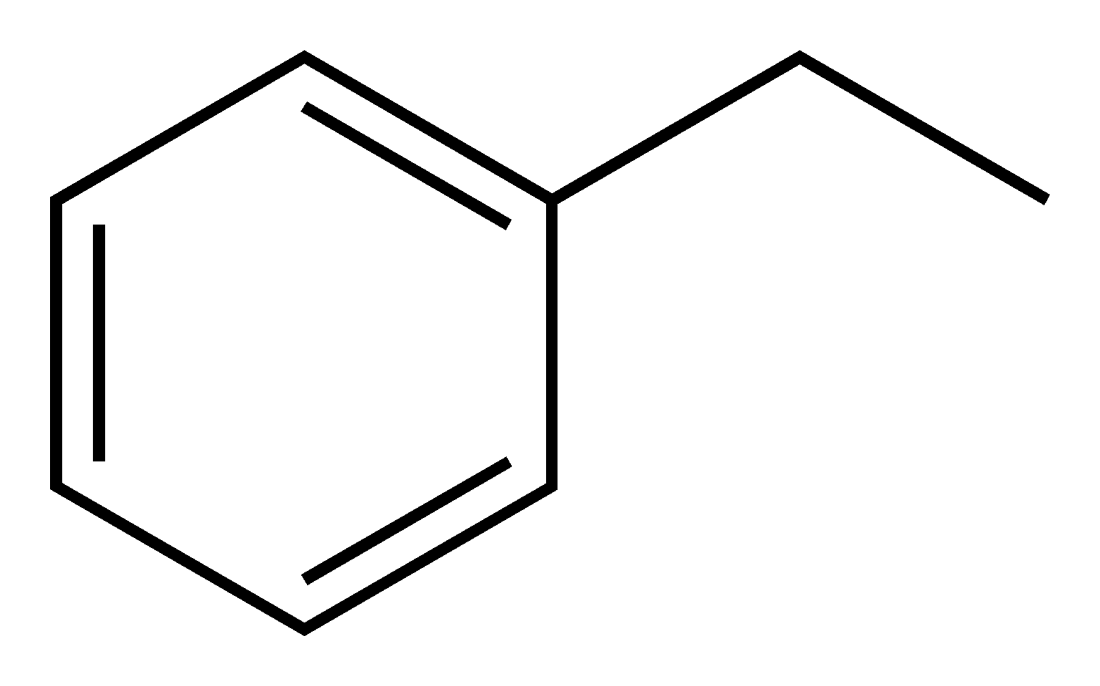
Etilbenceno
p-xileno
m-xileno
Mesitileno
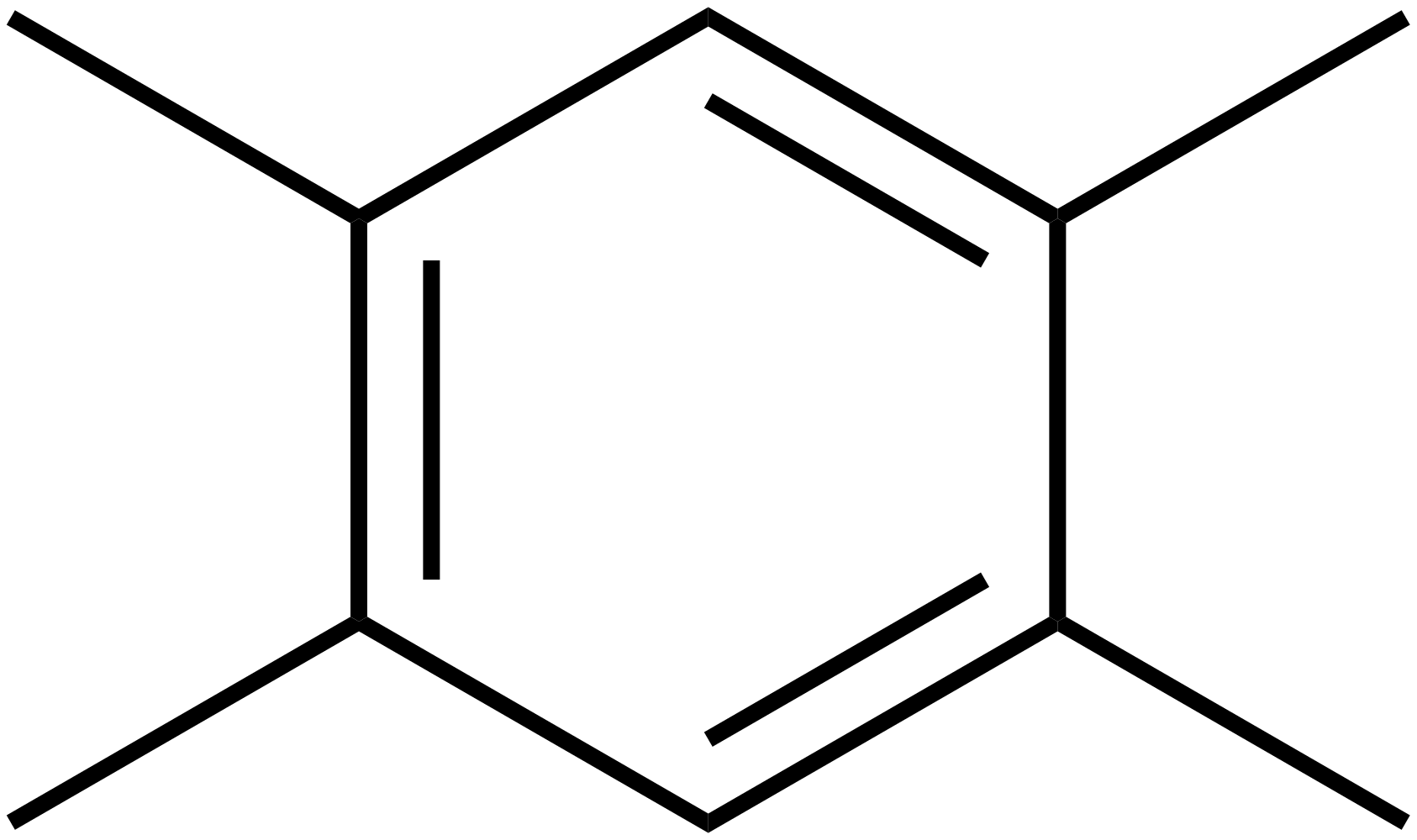
Dureno
2-fenilhexano
Bifenilo
Fenol
Anilina
Nitrobenceno
Ácido benzoico
Aspirina
Paracetamol
Ácido pícrico

El anillo aromático tiene la capacidad de estabilizar cargas. Esto se ve, por ejemplo, en el fenol ({\displaystyle {\ce {C6H5OH}}}), que es ácido en el hidroxilo ({\displaystyle {\ce {OH}}}), ya que una carga de este oxígeno (alcóxido {\displaystyle {\ce {-O-}}}) se deslocaliza parcialmente en el anillo de benceno.

### Otros hidrocarburos aromáticos monocíclicos
Otros hidrocarburos aromáticos monocíclicos son el Ciclotetradecaheptano y el Ciclooctadecanoneno.

## Arenos no bencílicos
Aunque los arenos bencílicos son comunes, los compuestos no bencílicos también son sumamente importantes. Cualquier compuesto que contenga una porción cíclica que se ajuste a la regla de Hückel y no sea un derivado del benceno puede considerarse un compuesto aromático no bencílico.

### Arenos monocíclicos
De los anulenos mayores que el benceno, el [12]anuleno y el [14]anuleno son compuestos débilmente aromáticos y el [18]anuleno, el ciclooctadecanonaeno, es aromático, aunque la tensión dentro de la estructura provoca una ligera desviación de la estructura precisamente plana necesaria para la categorización aromática. Otro ejemplo de areno monocíclico no bencílico es el ciclopropenilo (catión ciclopropenio), que satisface la regla de Hückel con un n igual a 0.  Nota, sólo la forma catiónica de este propenilo cíclico es aromática, dado que la neutralidad en este compuesto violaría la regla del octeto o la regla de Hückel. 
Otros arenos monocíclicos no bencílicos incluyen los heteroarenos antes mencionados que pueden sustituir átomos de carbono por otros heteroátomos como N, O o S. Ejemplos comunes de éstos son el pirrol de seis miembros y la piridina de cinco miembros, ambos con un nitrógeno sustituido

## Heterociclos aromáticos
Los heterociclos son una clase de compuestos en los que uno o más átomos de carbono de un compuesto cíclico son reemplazados por un elemento llamado heterogéneo, como oxígeno, nitrógeno, fósforo, azufre, etc. Los heterociclos más comunes contienen un átomo de nitrógeno u oxígeno, por ejemplo:
- piridina
- furano
- tiofeno
- pirrol
- porfirina
- clorina
- indol
- benzofurano
- quinoleína
- isoquinoleína

Los pequeños sistemas heterocíclicos aromáticos son el borireno y la forma catiónica de aziridina.

## Hidrocarburos aromáticos policíclicos

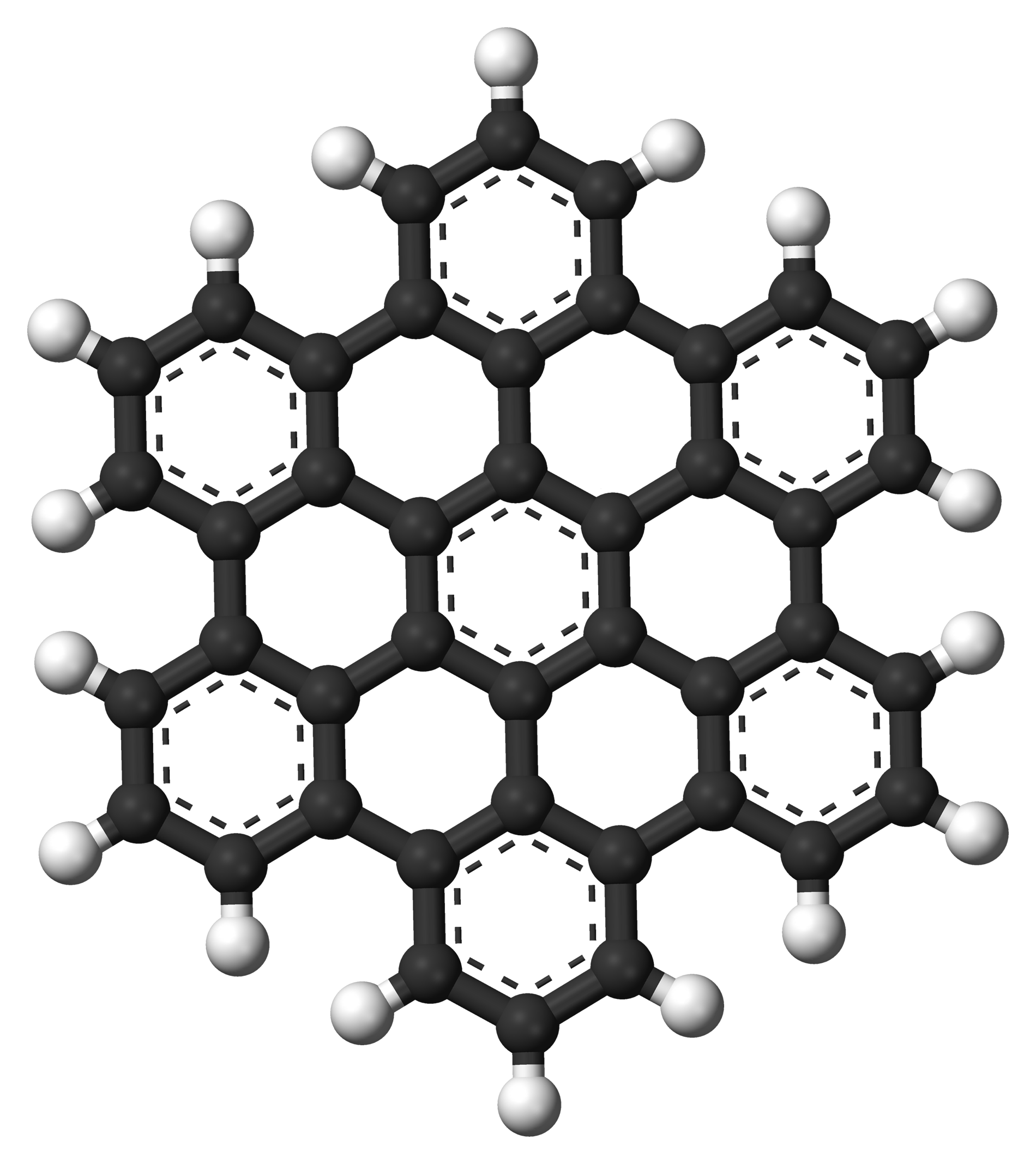
El hexabenzocoroneno es un hidrocarburo aromático policíclico grande.

Los hidrocarburos aromáticos policíclicos (HAP) son hidrocarburos aromáticos que consisten en anillos aromáticos fusionados y no contienen heteroátomos ni llevan sustituyentes. El naftaleno es el ejemplo más simple de HAP. Los HAP se encuentran en depósitos de petróleo, carbón y alquitrán, y se producen como subproductos de la quema de combustibles (ya sean combustibles fósiles o biomasa). Como contaminantes, son motivo de preocupación porque algunos compuestos se han identificado como carcinógenos, mutágenos y teratogénicos. Los HAP también se encuentran en alimentos cocinados. Los estudios han demostrado que se encuentran altos niveles de HAP, por ejemplo, en la carne cocinada a altas temperaturas, como asar a la parrilla o  a la plancha, y en el pescado ahumado.
También se encuentran en el medio interestelar, en los cometas y en los meteoritos y son una molécula candidata para actuar como base para las formas de vida más antiguas. En el grafeno, el motivo HAP se extiende a grandes hojas 2D.